# هجوم السويداء (أغسطس–نوفمبر 2018)
هجوم السويداء بدأ في 6 أغسطس، في المناطق الريفية من محافظة السويداء في جنوب شرق سوريا بعد أن ارتكب أعضاء تنظيم الدولة الإسلامية سلسلة من التفجيرات الانتحارية والهجمات بالبنادق. وانتهى في 19 نوفمبر 2018، بعد أن قام الجيش السوري وحلفاؤه بإزالة آخر موقع يسيطر عليه تنظيم الدولة الإسلامية في هضبة الصفا.

## الهجوم
بدأ الجيش العربي السوري هجوما على شرق السويداء في 6 أغسطس 2018، حوالي الساعة 16:00 (بتوقيت شرق أوروبا)، وذلك بعد حشد قواته في المنطقة لعدة أيام. ونجح الجيش العربي السوري، بقيادة الفرقة الرابعة للنخبة التابعة له، في إحراز تقدم في صحراء البادية الشرقية بعد معركة مكثفة مع الدولة الإسلامية خلال ذلك المساء.
واصل الجيش العربي السوري، في اليوم التالي، العمليات الميدانية في محافظة السويداء المجاورة الشرقية، على الجيب الكبير لتنظيم الدولة الإسلامية بالقرب من حدود محافظة حمص. وبقيادة الفرقة الرابعة المدرعة، بدأ الجيش العربي السوري يومه بالهجوم على منطقتي شنوان والساقية التي يسيطر عليها تنظيم الدولة الإسلامية. وفي 7 أغسطس، ألقى الحزب السوري القومي الاجتماعي المؤيد للحكومة القبض على مقاتل من تنظيم الدولة الإسلامية وأعدمه شنقا بعد أن نفذ أحد رفاقه تفجيرا انتحاريا قتل فيه ما لا يقل عن أربعة من أعضاء حزب السوري القومي الاجتماعي. وفي 8 أغسطس، واصلت القوات السورية طرد تنظيم داعش من الصحراء إلى الشرق من السويداء في محاولة لاسترداد كامل الجيب. ووفقا للمصادر العسكرية، تمكن الجيش السوري، بدعم من المقاتلين المحليين، من تحقيق مزيد من التقدم على عدة جبهات؛ ووصل إلى محيط بلدتي القيسوم وبئر مسيلم. وقال المصدر نفسه إن القوات الحكومية تسللت نحو 20 كيلومترا (12 ميلا) شرق بلدتي رامي والشبكي حيث ارتكب تنظيم الدولة الإسلامية مذبحة في 25 يوليو عندما شنت الجماعة هجوما مفاجئا على عدة قرى وبلدات شرق السويداء، وقتلت أكثر من 200 مدني، وأصابت عدة مئات آخرين بجروح.

### حصار الصفا
وفي 12 أغسطس، حاصر الجيش السوري وحلفاؤه جيب الصفاء المحصن بشدة، وهو الجيب الأخير لتنظيم الدولة الإسلامية في محافظة السويداء ومحافظة ريف دمشق. وفي 16 أغسطس، طلب تنظيم الدولة الإسلامية وقف إطلاق النار مع الجيش السوري. وعرض تنظيم الدولة الإسلامية إطلاق سراح المدنيين المختطفين من محافظة السويداء في مقابل مرور آمن إلى ريف الميادين في دير الزور. وأبلغ الجيش العربي السوري الدولة الإسلامية إنهم لن يقبلوا أي شيء سوى الإستسلام الكامل لهذا الجبل والإفراج عن المدنيين الـ30+ الذين اختطفهم مقاتلوهم. وقد أغلق الجيش السوري جبل الصفا بأكمله في 23 أغسطس بعد عدة أيام من القتال.
وفي 24 أغسطس، قام الجيش العربي السوري باختراق دفاعات الدولة الإسلامية في منطقة خربة حاوي الواقعة في المحور الجنوبي الغربي لجبل الصفا. وفي 25 أغسطس، شن تنظيم الدولة الإسلامية هجوما مضادا وتمكن من رد قوات الجيش العربي السوري من عدة نقاط استولت عليها في اليوم السابق. وفي الفترة من 28 إلى 29 أغسطس، تمكن الجيش العربي السوري من استعادة جميع النقاط المفقودة، إلى جانب الاستيلاء على مواقع أخرى من تنظيم الدولة الإسلامية، بما في ذلك سد استراتيجي للمياه في منطقة حوي عوض.
وفي 25 سبتمبر، وفي اشتباكات مع تنظيم الدولة الإسلامية، قتل العميد وليد الكردي، المسؤول عن القوات الخاصة التابعة لجيش التحرير الفلسطيني، في حقل الصفا البركاني. وفي 2 أكتوبر أعدم تنظيم الدولة الإسلامية امرأة درزية تدعى ثروت أبو عمار، رهينة من هجمات السويداء التي وقعت في 25 يوليو، مهددا بقتل مجموعة كاملة من النساء والأطفال الأسرى في غضون ثلاثة أيام إذا لم تلغي قوات الحكومة السورية هجوم الصفا وتطلق سراح سجناء الدولة الإسلامية. واحتشد العديد من المحتجين الدروز في السويداء بمن فيهم عدد من الناشطين والزعماء الدينيين حول مبنى حكومي وطالبوا الحكومة بالعمل على الإفراج عن الرهائن الدروز المعتقلين. وبعد فشل المحادثات مع المسؤولين الروس، شكلت الحكومة السورية وتنظيم الدولة الإسلامية لجنة للوساطة بينهما.

### الإفراج عن الرهائن
وفي 20 أكتوبر، توصل تنظيم الدولة الإسلامية إلى اتفاق مع المسؤولين السوريين والروس للإفراج عن 6 رهائن في مقابل ما قيل إنه 27 مليون دولار، مع استمرار المحادثات، وتم الاتفاق على تبادل الأسرى بين الطرفين مقابل قيام تنظيم الدولة الإسلامية بالإفراج عن جميع الرهائن. وأفيد أن الجيش العربي السوري أنقذ جميع الرهائن الباقين، الذين يحتجزهم تنظيم داعش، في 8 نوفمبر، في عملية خاصة شمال شرق تدمر.

### الجيش العربي السوري يصل إلى قمة الصفا
وفي 17 نوفمبر تمكن الجيش العربي السوري من اجتياح دفاعات داعش حول قمة الصفا وفرض سيطرته على قمة التل، مما أسفر عن مقتل قائد داعش يدعى أبو هاجر الشيشاني. زادت السيطرة الإقليمية للجيش العربي السوري في حقل الصفا البركاني إلى 80%، مع استمرار وجود التنظيم على المحور الغربي، كما أن عدة مصادر تقول إن مقاتلي تنظيم داعش قد انسحبوا في اتجاه شرق حمص.
وأعلن الجيش العربي السوري رسميا أن حقل الصفا تم تطهيره في 19 نوفمبر، مما أنهى الهجوم مع سيطرة الجيش العربي السوري سيطرةً كاملة على كل جنوب سوريا للمرة الأولى منذ عام 2011، باستثناء التنف.